# ジェマイマ・ヨーク (第2代グレイ女侯爵)

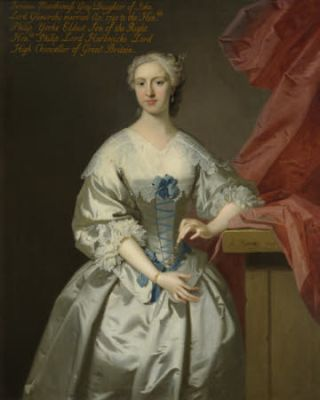
アラン・ラムゼーによる肖像画、1741年。

第2代グレイ女侯爵およびハードウィック伯爵夫人ジェマイマ・ヨーク（英語: Jemima Yorke, 2nd Marchioness Grey and Countess of Hardwicke、1722年10月10日 – 1797年1月10日）は、グレートブリテン王国の貴族。

## 生涯
第3代ブレーダルベイン＝ホランド伯爵ジョン・キャンベルと1人目の妻アマベル・グレイ（Amabel Grey）の娘として、1722年10月10日にコペンハーゲンで生まれた。1725年、母と兄ヘンリー（1721年 – 1728年）とともにベッドフォードシャーにある母方の家族の邸宅に移った。
1740年5月22日、フィリップ・ヨーク（1720年 – 1790年、後の第2代ハードウィック伯爵）と結婚、2女をもうけた。2人の
- アマベル（1751年 – 1833年） - 初代ド・グレイ女伯爵、第5代ルーカス女男爵。初代ベリックのヒューム男爵（英語版）アレクサンダー・ヒューム＝キャンベル（1750年 – 1781年、第3代マーチモント伯爵ヒュー・ヒューム＝キャンベルの息子）と結婚、子供なし
- メアリー・ジェマイマ（1757年2月9日 – 1830年1月7日） - 1780年8月17日、第2代グランサム男爵トマス・ロビンソンと結婚、子供あり[2]

1740年6月5日に母方の祖父初代ケント公爵ヘンリー・グレイが死去すると、特別残余権によりグレイ女侯爵とルーカス女男爵の爵位を継承した。
1797年1月10日にセント・ジェームズ・スクエア死去、21日にベッドフォードシャーの教会に埋葬された。男子をもうけなかったためグレイ女侯爵の爵位は廃絶したが、ルーカス女男爵は長女アマベルが継承した。